# رود آماکورو
رود آماکورو (انگلیسی: Amacuro River) رودی در آمریکای جنوبی در مرز ونزوئلا و گویان است.